# Баклужинский цикл
«Баклужинский цикл» — цикл фантастических произведений Евгения Лукина. Действие цикла происходит в вымышленной бывшей Сусловской области, которая, как предполагается, обрела независимость в 2017 году после распада Российской Федерации, а ещё спустя 24 года на территории региона возникли отдельные города-государства: Баклужино, Лыцк, Суслов, Сызново, Гоблино, Понерополь и т. п. Не существует единого мнения относительно жанровой специфики «Баклужинского цикла» — в частности, высказывается мнение, что входящие в цикл произведения носят метажанровый характер, включают элементы и технофэнтези, и городского фэнтези, а также что некоторые произведения цикла относятся к юмористической фантастике.

## Состав цикла
«Баклужинский цикл» включает в себя ряд прозаических произведений, от романов до рассказов:
- «Алая аура протопарторга» (2000)[2], роман.
- «Чушь собачья» (2003)[2], повесть.
- «Звоночек» (2004)[2], рассказ.
- «Юность кудесника» (2007), сборник рассказов, состоящий из текстов двух предыдущих сборников «Портрет кудесника в юности» и «Штрихи к портрету кудесника»[2].
- «Бытиё наше дырчатое» (2007)[2], повесть.
- «Лечиться будем» (2008)[2], повесть.
- «По ту сторону» (2008)[2], рассказ.
- «Секондхендж» (2010)[2], повесть.
- «Педагогическая поэма второго порядка» (2012)[2], повесть.
- «Понерополь» (2015)[2], повесть.
- «Майская ночь, или Утопленницы» (2023), повесть[3].
- «Ландшафтный дизайн» (2024), рассказ[3].
- «Перл ископаемый» (2025), рассказ[3].

Не существует единого мнения, относить ли к «Баклужинскому циклу» ранние повести Лукина «Пятеро в лодке, не считая Седьмых» (1990) (в соавторстве с Любовью Лукиной) и «Там, за Ахероном» (1995), в которых иногда упоминается город Баклужино.

## География «Баклужинского цикла»
Произведения, входящие в цикл, объединяет общее фантастическое допущение — якобы существующие город Суслов и другие города, находящиеся в бывшей Сусловской области, одном из регионов Российской Федерации, который, как предполагается, обрёл независимость в 2017 году после распада страны. Спустя 24 года на территории бывшей Сусловской области возникают отдельные города-государства: Баклужино, Лыцк, Суслов, Сызново, Гоблино, Понерополь и т. п. Область находится в Нижнем Поволжье, как становится ясно не только благодаря характерным природным пейзажам — степям и лесополосам, но и благодаря эпизодическим упоминаниям Волги, Астрахани и Царицына.
В «Баклужинском цикле» упоминается ряд вымышленных географических объектов — как природных объектов, так и рукотворных топосов. Из природных объектов особенно много внимания уделяется рекам, находящимся в иерархическом подчинении, тем самым подчёркивая структуру самой Сусловской области: Ворожейка, на берегу которой находится Баклужино, впадает в Чумахлинку, которая, в свою очередь, впадает в Сусла-реку (возле Сусла-реки расположен бывший областной центр — Суслов), а Сусла-река впадает в Волгу, главную российскую реку. Ключевая река из числа вымышленных рек — Чумахлинка — протекает между постоянно находящимися в конфликте друг с другом Лыцком и Баклужино и потому воспринимается как граница, разделяющая пространство на «своё» и «чужое». При этом считающееся демократическим Баклужино расположено на западном берегу Чумахлинки, а православно-коммунистический Лыцк — на восточном. За рекой находится иной мир, и беглец из Лыцка, домовой Анчутка, мечтательно наблюдает за противоположным, баклужинским берегом, воспринимая его как страну свободы («Алая аура протопарторга»).
Для детализации вымышленного пространства автор активно использует микротопонимы — обозначения некрупных природных или рукотворных объектов, имеющие в своей семантике локативный компонент значения. Топонимы каждого города отсылают к центральной идее, воплощением которой является город. Например, в Суслове все топонимы намекают на собачью тему, являющуюся лейтмотивом повести «Чушь собачья»: городские районы Булгаково и Троеполье названы в честь М. А. Булгакова («Собачье сердце») и Г. Н. Троепольского («Белый Бим Чёрное ухо»), ветеринарная стоматология «Белый Клык» намекает на одноимённый роман Джека Лондона. С широко известными собачьими кличками ассоциируются названия гостиницы «Рекс», клуба первоначальной натаски «Тузик», кинотеатра «Пират». Сеченовский переулок назван в честь известного физиолога И. М. Сеченова, проводившего опыты с участием собак. Церковь Флора и Лавра носит название в честь двух святых, покровительствующих животным и ветеринарам. Название фирмы «Джульбарс» — намёк на знаменитую собаку минно-розыскной службы, другие предприятия названы с намёком на иноязычные варианты одного и того же слова: «Канис» (canis — лат. «пёс»), «Киник» (κύων — др.-греч. «собака»), «Редхаунд» (red-hound — англ. «рыжий пёс»). Название местной школы, носящей имя Диогена, намекает на известную историю о Диогене-кинике и Александре Македонском. Погребок «Собачья радость», где присутствуют дубовые столы, стены и своды из тёсаного камня, на железных крюках висят старые арапники, намордники, ржавые цепи, связан устойчивой ассоциацией с арт-кафе «Бродячая собака», тоже находящимся в подвале. Элитный ресторан для собаковладельцев носит название «Муму», а салон красоты — название «Сысой Псоич».
Микротопонимы города Баклужино, где правит партия «Колдуны за демократию», связаны с ведовством, знахарством и чародейством: река Ворожейка, Лысая гора (район города и одноимённый холм, на котором он находится), проспект Нострадамуса, улица оккультиста и спиритуалиста Елены Блаватской, площадь Жанны Д'Арк (намёк на то, что Жанна д'Арк была сожжена по обвинению в колдовстве); в честь одного из героев «Баклужинского цикла», колдуна Ефрема Нехорошева, названы главный проспект города и колледж.
В Понерополе, название которого содержит намёк на Филиппа Македонского, поселившего, согласно преданию, в городе под таким названием около 2000 преступников, микротопонимы намекают на имена известных разбойников: Хлопушинский проспект (отсылает к имени Хлопуши, атамана Пугачёва), улица Бени Крика (отсылает к имени главного героя «Одесских рассказов» И. Бабеля). В Сызново, где у власти находится бывший психиатр, поставивший на учёт половину жителей города, есть больничный комплекс «Эдип» и торговый комплекс «Электра», проспекты Поприщина (фамилия главного героя гоголевских «Записок сумасшедшего»), Чаадаева (который был признан сумасшедшим из-за его произведений), Батюшкова (страдавшего от сумасшествия), Малый Передоновский переулок (название, намекающее на героя романа Ф. Сологуба «Мелкий бес», учителя-садиста Передонова). В православно-коммунистическом Лыцке есть Высотная Келья, представляющая собой резиденцию лыцкого патриарха, лыцкий Эрмитаж, Мавзолей, Агитхрам имени Путяты Крестителя, который, согласно историческому преданию, крестил киевлян мечом.
Создавая географические объекты вымышленной Сусловской области, Евгений Лукин решает ряд задач, характерных для фантастических произведений: прежде всего это требование достоверного изображения вымышленных объектов, явлений и событий, реализующегося не только благодаря перечислению придуманных топонимов, но и благодаря многочисленным отсылкам к реальным географическим объектам Волгограда. Так, многоэтажная гостиница и мост в Суслове заставляют читателя вспомнить о сходных волгоградских долгостроях; заключённая в трубы речка Божемойка, приток Ворожейки, — о речке Царице; подземная линия трамвая в Лыцке, которая то выходит на поверхность, то снова ныряет под землю, — о таком редком виде транспорта, как волгоградский метротрам, и др. Однако эти аллюзии не только создают впечатление материальности не существующей в реальности Сусловской области, но и способствуют созданию гротеска — в частности, автор высмеивает действия американцев, чей авианосец «Тарава», пытаясь покарать мятежный Лыцк, входит в Щучий проран, узкий проток Волги недалеко от Волгограда, чьи размер и глубина не пригодны для такого рода кораблей.
Изображая ряд вымышленных топосов в пределах отдельной области, включая эти территории в пространство реальной действительности, Лукин не стремится к созданию полностью вымышленного мира. Он моделирует свой мир, «дополняя повседневную реальность одной фантастической деталью или, во всяком случае, малым числом компонент фантастичности» (по формулировке К. Мзареулова) и подчиняя хронотоп своих текстов целям сатиры. Наличие подробной топологии городского пространства, как пишет К. Мзареулов, влияет на «узнаваемость мира», «спонтанно повышает интерес к повествованию, дополняя авторские арсеналы прекрасным инструментом для художественного исследования
актуальных проблем человечества».

## Жанровые особенности
Не существует единого мнения относительно жанровой специфики «Баклужинского цикла». Так, одни критики характеризуют роман «Алая аура протопарторга» как «блистательную пародию на жанр фэнтези» (А. Бор), другие — как «политический роман», где «фантастический элемент оказался в роли памфлетного антуража» (В. Гончаров). Сам Лукин дал этому роману подзаголовок «турбофэнтези», иронически отмечая, что если «турбореализм исходит из невозможности отличить правду ото лжи», то «турбофэнтези, напротив, настаивает на том, что невозможно отличить ложь от правды».
Литературовед О. Путило отмечает, что в «Баклужинском цикле» есть примеры интеграции фэнтезийных и рационально-фантастических элементов: такие признаки технофэнтези, как «засевший в бардачке „мерседеса“ рыжий наглый гремлин и управляющая моторной лодкой моторыжка, „нечисть бывалая, многое повидавшая“… привычная к загибам русского мата». Подобные образы, сочетающие в себе технику и магию, характерны для пространство Баклужино, где правит партия «Колдуны за демократию», а в других городах-государствах бывшей Сусловской области сверхъестественные явления или объясняются народной верой (Лыцк), или полностью отсутствуют (Суслов, Понерополь, Сызново, Гоблино).
В «Баклужинском цикле» нет такого обязательной для классического фэнтези жанровой особенности, как противостояние сил Добра и Зла. Так, в «Алой ауре протопарторга» почти отсутствуют отрицательные персонажи, и вражда Глеба Портнягина и протопарторга Африкана связана не с различными мировоззренческими позициями, а с рациональным расчётом. Власти Баклужино и Лыцка мало отличаются друг от друга: как те, так и другие манипулируют народным сознанием и плетут интриги, чтобы достичь своих целей. Этот моральный релятивизм, с которым связан основной конфликт в цикле, представляет собой самобытную черту элитарного, неподражательного русского фэнтези (а чёткое деление на «тёмных и светлых» в фэнтезийных романах российских авторов — признак бульварщины) и придаёт вымышленному миру реалистичность, что подтверждает авторское определение жанра.
Произведениям Лукина часто свойственно минимальное фантастическое допущение, автор описывает реально существующие мир и общество, независимо от того, где и когда формально происходит действие. В «Баклужинском цикле» ведущее допущение — существование пространства бывшей Сусловской области. Описание быта маленьких провинциальных городков, таких как Баклужино, Лыцк, Суслов, Сызново, в целом не связано с наличием сверхъестественных элементов и вполне отвечает требованиям рациональной фантастики: материальная основа мира остаётся незыблемой. Однако к фэнтезийной традиции намного ближе второе допущение цикла: наличие заселённого мистическими сущностями (барабашками, домовыми, угланчиками, страшками и др.) астрала в книге «Портрет кудесника в юности» — признак влияния на цикл Лукина жанра городского фэнтези, в котором основу сюжета обычно составляет допущение о двоемирии: мире таинственном, заселённом иными, чем люди, существами, и мире профанном, дублирующем повседневность читателя.
Тем не менее отсутствие рационального объяснения принципов «работы» астрала — по-видимому, следствие влияния не столько фэнтези, сколько предрасположенности современной фантастики к редуцированию мотивировки небывалого и невозможного: вместо придумывания развёрнутых мотивировок авторы часто ограничиваются общим указанием на фантастическое пространство, где преобладает соответствующая атмосфера сказочной вседозволенности.
Вместе с тем читатель, как и герои, нередко испытывает сомнение, являются ли происходящие события, предположительно имеющие отношение к астралу, реальностью или сном, правдой или иллюзией, вмешательством сверхъестественного или стечением необычных обстоятельств. Выбор в пользу фантастического-чудесного или фантастического-необычного обусловлен конкретным сатирическим замыслом. В рассказах «Понарошку», «Рекомендация», «Тридцать три головы молодецкие», «Цирк боевых действий» (входящих в сборник «Юность кудесника») события, приписывавшиеся магии астрала, оказываются следствием обмана, мистификации или тонкого психологического расчёта.
Таким образом, входящие в «Баклужинский цикл» произведения носят метажанровый характер, включают элементы и технофэнтези, и городского фэнтези. Эти элементы позволяют усилить достоверность благодаря приведению топонимов, чёткому указанию на место действия. Часть произведений цикла («Чушь собачья», «Понерополь», «Педагогическая поэма второго порядка», «Звоночек», «По ту сторону», «Лечиться будем») явно относится к юмористической фантастике: фантастическое в них сводится к единственному допущению — хронотопу бывшей Сусловской области, выстраиваемому в логике рациональной фантастики. При этом роман «Алая аура протопарторга» представляет собой образец юмористического фэнтези, в котором жанровые нарушения усиливают комический элемент. Сам Евгений Лукин не считает этот роман сатирой и пишет, что ему «показалось забавным слить в один флакон политику, мистику, фольклор»; тем не менее сатира присутствует в тексте и подчиняет своим правилам жанровое своеобразие, подчёркивая беспринципность любой власти, стремящейся манипулировать народным сознанием.

### Комментарии
1. ↑  «Рациональная фантастика» — термин, близкий по значению к термину «научная фантастика». Рациональную фантастику подразделяют на строго «научную»/«научно-техническую» и «социальную»/«социально-философскую» разновидности[2].